# Sharkalisharri
Šarkališarri o Sharkalisharri (2218 a. C.–2192 a. C. según la cronología media)[cita requerida] fue un rey de la dinastía acadia. Hijo de Naram-Sin, no pudo emular a su padre y el Imperio Acadio se derrumbaría a causa de las tensiones internas, de la llegada de Puzurinsusinak (también llamado Kutik-Inshushinnak), rey de Awan y de los gutis.
El principio del fin comenzó con las revueltas simultáneas que se acontecieron en Sumer. Šarkališarri fue capaz de contenerlas hasta que apareció el citado monarca de Awan, que realizó incursiones por todo el territorio. Los nómadas extranjeros, los amorreos y los guteos fueron vencidos inicialmente en la batalla de Basar.  Susiana se separó del reino. El rey Šarkališarri murió asesinado, abriéndose un período de crisis y revueltas en el Imperio que acabó con el Imperio reducido a la ciudad de Agadé.
Después de Šarkališarri el imperio se encontró en una paulatina decadencia. Durante los años inmediatamente posteriores a su muerte, Acad quedó vacía políticamente. Según la Lista Real Sumeria, cuatro soberanos se alternaron en el trono imperial en tan solo tres años. Después de ellos, un tal Dudu y su hijo Šu-Turul reinaron durante unas décadas más en un imperio desgarrado por las fuertes tendencias independentistas.